# Гірнича промисловість Аргентини
В Аргентині видобувається нафта і газ, енергетичне та коксівне вугілля, руди урану, заліза, вольфраму, міді, свинцю, цинку, олова, золота, срібла, берилію, а також неметалічні корисні копалини. Основна частина родовищ, що розробляються, зосереджена в гірських районах країни.
У вартісному вираженні обсяг виробництва продукції мінерально-сировинного сектора економіки Аргентини у 1998 р. становив 491 млн доларів, у 2001 р. — 1241 млн доларів. Передбачається, що до 2005 р. частка сектора в загальному експорті продукції становитиме 4,5%.
Видобуток мінеральної сировини і виробництво продукції гірничо-металургійної промисловості в 1998 р. (в дужках дані 1999 р.) склали (в тис. т):
- Cu 170,3 (201,6);
- Zn 35,6 (35,8);
- Pb 15,0 (15,0);
- боратів 400;
- гіпсу 750;
- бентоніту 105;
- Au 19459 (32300) кг;
- Ag 56600 (108900) кг.

## Динаміка видобутку деяких корисних копалин в Аргентині[2](у тонах)
| Корисна копалина | 1999    | 2000    | 2001    | 2002 (оцінка) |
| Золото, кг       | 38 515  | 25 954  | 30 630  | 33 145        |
| Мідь             | 210 126 | 145 197 | 191 566 | 218 100       |
| Срібло, кг       | 73 788  | 78 271  | 152 802 | 113 027       |
| Цинк             | 34 192  | 34 858  | 39 703  | 36 358        |
| Свинець          | 14 256  | 14 115  | 12 334  | 12 931        |
| Борати           | 565 647 | 512 624 | 673 320 | 650 000       |
| Бентоніт         | 128 810 | 125 686 | 130 000 | 128 000       |
| Гіпс             | 492 870 | 560 000 | 425 600 | 400 000       |
| Карбонат літію   | 1 575   | 2 161   | 0       | 900           |
| Хлорид літію     | 2 794   | 5 182   | 4 512   | 4 500         |

## Нафта і газ
З корисних копалин Аргентини найбільше значення на межі ХХ-ХХІ ст. має видобуток нафти і природного газу. Починаючи з 1970-х ведеться експлуатація покладів нафти і природного газу в районі Комодоро-Рівадавія в Патагонії. Нафтова та газова промисловість Аргентини наприкінці ХХ ст. займала третє місце серед країн Латинської Америки. Видобуток повністю забезпечує потреби країни.

## Золото
На початку ХХІ ст. здійснюється спільний аргентино-чилійський проєкт Паскуа-Лама-Веладеро — найбільший золото-срібний проєкт світу. Родовище Паскуа-Лама розташоване на кордоні аргентинської провінції Сан-Хуан і чилійської — Атакама (Паскуа — назва родовища в межах Чилі, Лама — в Аргентині). Розвідка родовища проведена канадською компанією Barrick Gold Corp. з 1998 р. У цьому ж році між урядами Чилі і Аргентини підписано спеціальний договір про спільну розробку прикордонного родовища. Внаслідок успішних геолого-розвідувальних робіт до кінця 2000 р. запаси золота на родовищі досягли 578,5 т, срібла — 19531 т. Відношення срібла до золота в рудах 34. Руди оконтурені за бортовим вмістом золота 1,1 г/т. Будівництво рудника почате в кінці 2000 р. видобуток — з 2003 р. з виробництвом 25 т золота і 1088 т срібла на рік. Відпрацьовувати родовище планують спочатку кар'єром, розташованим на території Чилі; руда після первинного дроблення збагачуватиметься на фабриці в Аргентині. З грудня 2000 по червень 2001 р проєкт було заморожено через низькі ціни на золото і срібло. З червня 2001 р. об'єднана компанія Barrick Gold Corp. і Homestake Mining Co. (США), яка стала другим за величиною світовим виробником золота поновила роботи по підготовці до будівництва рудника на родовищі Паскуа-Лама. У інфраструктуру рудника буде включене також родовище Веладеро, розташоване поблизу, з ресурсами 243 т золота і 4584 т срібла; загальні запаси золота становлять 149,3 т, срібла — 2043 т. Це родовище планується відпрацьовувати двома кар'єрами з вилученням золота і срібла методом купчастого вилуговування. У разі успішного здійснення проєкту рудник Паскуа-Лама-Веладеро стане найбільшим продуцентом срібла в світі.

## Мідь і комплексні руди
У 1998 р. виведено на проєктну продуктивність 180 тис. т Cu і 19900 кг Au на рік гірничодобувне підприємство Bajodela Alumbrera компаній MIM, North і Rio Algom. Стало до ладу підприємство з видобутку Au і Ag Cerro Vanguardia з проєктною продуктивністю по руді 2 тис. т/добу і вилученням 6530 кг Au і 49,8 т Ag на рік. Запаси руди оцінюються в 9,0 млн т із середнім вмістом Au 9,7 і Ag 113 г/т. Триває розвідка родовища Веладеро, ресурси якого для відкритої розробки оцінюються в 73,1 млн т із середнім вмістом Au 2,47 і Ag 30,7 г/т.
Компанія ВНР проєктує залучення до розробки родовища Агуа-Ріка, ресурси якого оцінюються в 802 млн т руди з середнім вмістом Cu 0,61 %, Au 0,24 г/т і Мо 0,034 %. Компанії Cambior і Comsur готують залучення до розробки родовища Ель-Пачон, запаси якого оцінюються в 880 млн т руди з сер. вмістом Cu 0,62 %, Mo 0,015 %, Au 0,02 і Ag 2,4 г/т.
За даними International Copper Study Group (ICSG) в найближчі роки в Аргентині намічаються до пуску нові мідні рудники Агуа-Ріка та Ель-Пачон.
У 2000 р. відновлена експлуатація рудника Піркітас на однойменному комплексному родовищі. Родовище Піркітас належить до каситерит-сульфідного типу. Воно розташоване на продовженні Болівійського оловорудного пояса і залягає в сланцях і метавулканітах ордовика. До складу руд входить каситерит, кварц, пірит, срібло, аргентит, ґаленіт, сфалерит, піраргірит, полібазит, прустит, кераргірит. Руди містять промислові концентрації срібла. На 1999 р. підтверджені запаси руди при бортовому вмісті срібла 60 г/т становлять 22,8 млн т; середні вмісти срібла — 189 г/т, олова — 0,30 %, цинку — 0,61 %. Кількість запасів, які можна відпрацьовувати рентабельно складає: срібла — 3608 т при середньому вмісті 167 г/т, олова — 70,8 тис. т при середньому вмісті 0,33 %, цинку — 123 тис. т при середньому вмісті 0,57 %. Середнє вилучення з руд срібла — 78 %, олова — 63 %, цинку — 41 %.

## Геологічна служба. Наукові установи. Підготовка кадрів
Див. Гірнича наука, освіта та преса Аргентини

## Законодавча база
Закони, які регулюють видобуток корисних копалин в Аргентині:
- Ley Nacional No 24498 — Гірничий Кодекс. Регулює права, обов'язки і процедури видобутку і використання мінеральних ресурсів.
- Ley Nacional No 24228 — про Федеральну гірничу угоду;
- Ley Nacional No 24585 — закон про захист навколишнього середовища під час гірничих розробок;
- Ley Nacional No 24196 — закон про гірничі розробки I.
- Ley Nacional No 25249 — закон про гірничі розробки II.
- Ley Nacional No 21382 — закон про іноземні інвестиції у гірничі розробки.